# Precision Strike Missile
Le Precision Strike Missile (PrSM) est un missile semi-balistique [balistique manœuvrant, beaucoup plus difficile à intercepter] américain en cours de développement depuis 2016 pouvant être tiré depuis les lance-roquettes multiples M270 MLRS et M142 HIMARS.

## Historique

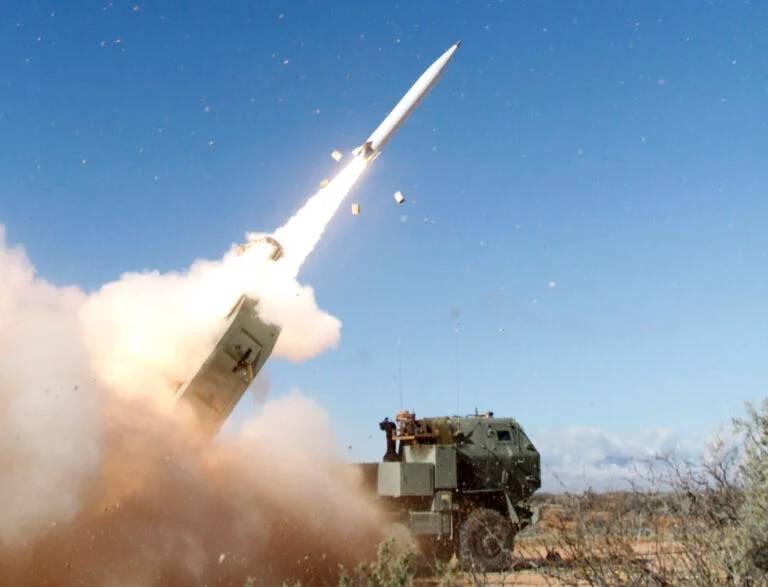
Premier tir du PrSM, le 10 décembre 2019 depuis un M142 HIMARS.

En mars 2016, Lockheed Martin, Boeing et Raytheon ont annoncé qu'ils proposeraient un missile pour répondre à l'exigence de munitions de précision à longue portée (LRPF) de l'United States Army pour remplacer les MGM-140 ATACMS en service depuis 1991. Lockheed Martin et Raytheon qui proposent le Raytheon DeepStrike Missile envoient leurs soumissions pour le programme renommé Precision Strike Missile (PrSM) en 2019. L'arme sélectionnée étant prévue pour atteindre la capacité opérationnelle initiale en 2023 ; le PrSM initial ne pourra toucher que des cibles stationnaires sur terre, mais les versions ultérieures suivront des cibles mobiles sur terre et en mer. Raytheon n'a pas pu effectuer les essais en vol du missile DeepStrike pour le programme PrSM en raison de problèmes techniques et a quitté la compétition.
Avec le retrait des États-Unis du Traité sur les forces nucléaires à portée intermédiaire, la portée prévue du PrSM est augmentée au-delà de la limite de « 499 km » qui lui était précédemment imposée par le traité.
Le premier tir d'essai, depuis un M142 HIMARS, du PrSM de Lockheed Martin à lieu le 10 décembre 2019 au polygone d'essai de Whitney Sands, l'engin a parcouru 240 km. Le second a lieu le 10 mars 2020, tir de 180 km et le troisième le 30 avril 2020, tir à 85 km.
Après trois tirs en 2020, il est prévu que le PrSM effectuât quatre tirs d'essai à longue portée en 2021. Le premier ayant lieu le 12 mai 2021 pour une portée de 400 km.
En janvier 2021, l’armée américaine annonce que Lockheed Martin pourrait construire jusqu'à 620 unités de la version de base de ce missile.
En mars 2021, lors de l'annonce de modernisation de 44 M270 MLRS par la British Army, il est annoncé qu'ils auraient cette munition.
En juillet 2021, les États-Unis annoncent que l'Australie devient partenaire du programme PrSM, l'armée australienne signant un protocole d'accord pour l'incrément 2 du programme avec la Defense Security Cooperation Agency et contribue à hauteur de 70 millions de dollars australiens (54 millions de dollars américains) aux 907 millions de dollars australiens que coûte le programme,
En mars 2023, un contrat est signé pour le développement du PrSM Inc.4 ayant une portée de 1 000 km.
Le budget de la défense fixe le coût unitaire, en 2023, d'un missile à un peu moins de 3,5 millions de dollars, le budget pour le programme dans son ensemble pour 2023 étant de 656,9 millions de dollars. 72 sont commandés dans le cadre du budget 2023, et 110 pour celui de 2024.
Le 8 décembre 2023, l'US Army annonce avoir reçu ses premiers PrSM.
Lors de la livraison des premiers HIMARS à l'armée australienne , il est confirmé le 24 mars 2025 qu'elle disposera de munition.

## Caractéristiques

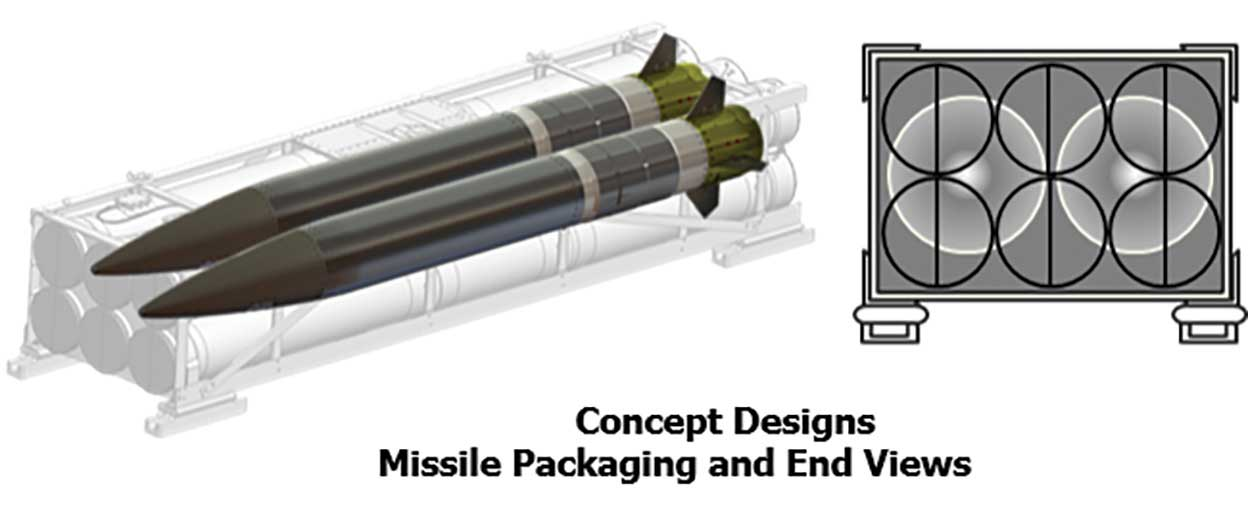
Rangement de deux missiles balistiques dans un panier de roquettes.

Le missile est produit par Lockheed Martin Missiles and Fire Control (en) et assemblé à Camden (Arkansas).
Le missiles PrSM de Lockheed Martin et Raytheon sont des engins à un étage avec un corps cylindrique, une coiffe aérodynamique et des ailettes repliables. En termes de dimensions, le PrSM est plus volumineux que l'ATACMS ; un panier lance-roquettes ne peut ainsi en contenir que deux. Le missile utilise un moteur-fusée à propergol solide aux capacités accrues pour voler plus vite et plus loin.
La première version du missile possède un pilote automatique à navigation inertielle et guidage GPS, à l'aide duquel l'attaque de cibles avec des coordonnées connues seront fournies.
Il doit avoir une précision au minimum décamétrique. Il existe plusieurs rumeurs concernant sa charge militaire, soit une charge légère de 90 kg comme la roquette M31, soit la charge militaire de 224 kg du missile antinavire Harpoon utilisée également sur la version block 4 de l'ATACMS. Sa vitesse est supérieure à Mach 5 (hypersonique). Un tir d'essai en janvier 2021 lui a fait parcourir 85 km en 91 secondes.
La mise à niveau envisagée en 2021 nommée Spiral One intégrera un chercheur multimode en 2026-2027 avec un radar (probablement actif) avec la possibilité de se concentrer sur les émissions de radiofréquence des radars terrestres et maritimes et un mode d'imagerie infrarouge pour frapper des points précis. Spiral Two se concentrera sur la létalité améliorée et Spiral Three augmentera la portée du missile à 700–800 km. En mars 2021, l'US Army envisagea d'augmenter la portée jusqu’à 1 800 km bien qu'en 2023 les spécifications pour la version 4 indique un millier de km avec un nouveau système de propulsion.
Il y eut des discussions sur la possibilité qu'il emporte des munitions rôdeuses.